# Sebastianskapelle (Hellikon)

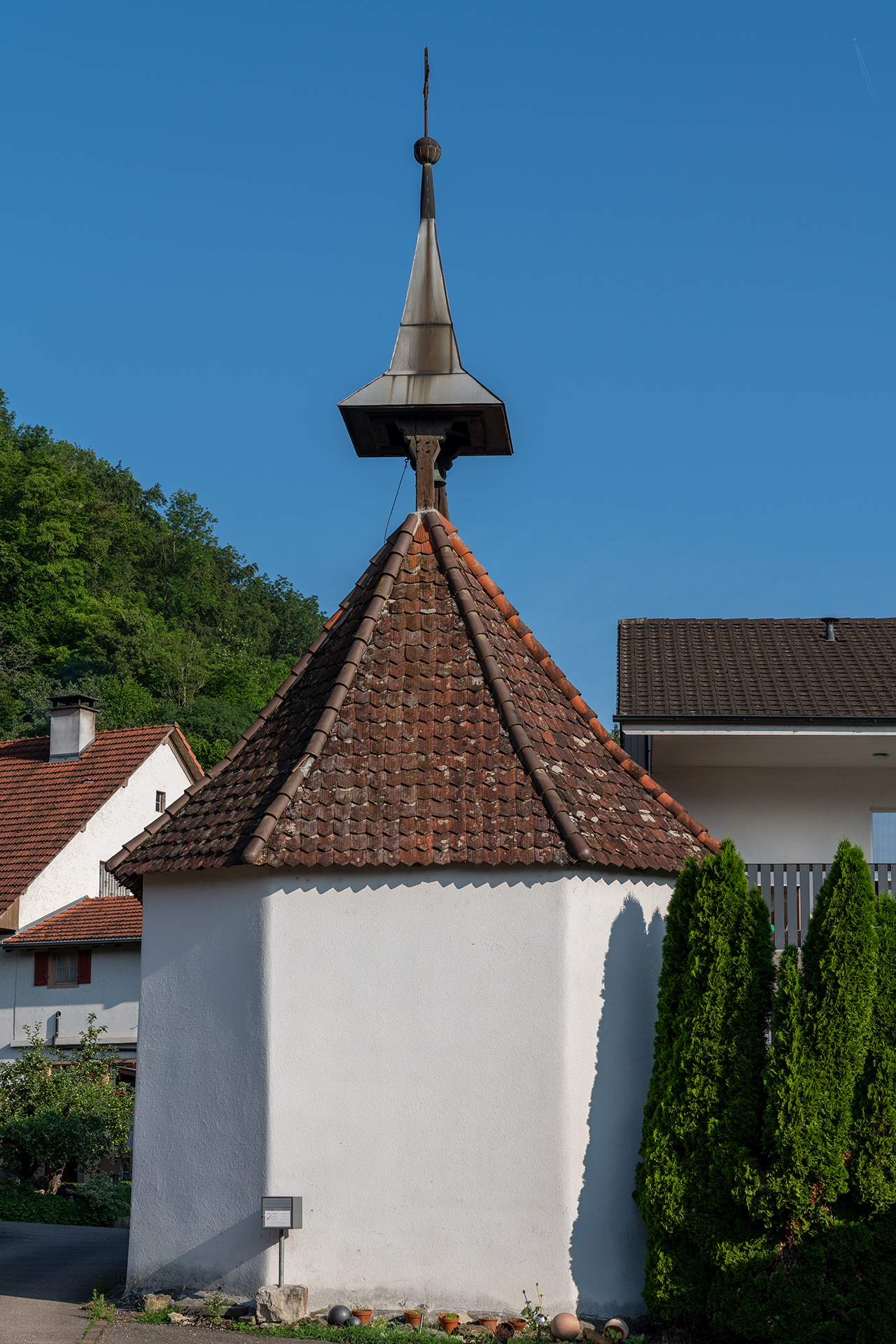
Sebastianskapelle

Die Sebastianskapelle ist eine römisch-katholische Kapelle in Hellikon im Kanton Aargau. Sie gehört zur Pfarrei Wegenstetten-Hellikon und steht am Chilchgässli im Oberdorf.
Die Kapelle entstand im Jahr 1696 und geht auf eine Stiftung der Witwe Elisabeth Lindauer zurück. Der Generalvikar von Basel nahm die Weihe vor. Nachdem die Pfarrei Wegenstetten-Hellikon um 1880 zugunsten der Christkatholiken unfreiwillig auf die Nutzung der Kirche in Wegenstetten verzichten musste, diente die Sebastianskapelle den Altgläubigen beider Dörfer als einstweiliger Gottesdienstraum – bis zum Bau eines neuen christkatholischen Kirchengebäudes in Hellikon 1947/48. Eine Gesamtrestaurierung erfolgte 1995.
Das kleine, weiss verputzte Gebäude besitzt vor der Eingangsfront eine laubenartig gezimmerte Empore, so dass sich eine Art Portalvorhalle ergibt. Ein durchlaufendes Satteldach fasst Kernbau und Empore zusammen. Im Bereich des Chors ist das Dach gewalmt und wird von einem Glockenträger überragt. Die Fensterscheiben aus dem Jahr 1895 besitzen kreuzförmige Buntglas-Einsätze im Stil des Art déco. Der Altar ist neugotisch und besteht aus einer hölzernen Retabel mit Wimperg, Seitentürmchen und scherenschnittartigen Ziermotiven.